# Euphorbia brachiata
Euphorbia brachiata ist eine Pflanzenart aus der Gattung Wolfsmilch (Euphorbia) in der Familie der Wolfsmilchgewächse (Euphorbiaceae).

## Beschreibung
Die sukkulente Euphorbia brachiata bildet reich verzweigte Sträucher bis 30 Zentimeter Höhe aus, die zweihäusig sind. Die gegenständig oder gabelig angeordneten Triebe werden bis 8 Millimeter dick und stehen breit auseinander. Die weiter verzweigenden Triebe sind verjüngt. Die dreieckigen Blätter werden 2 Millimeter lang und sind kurzlebig.
Der Blütenstand wird durch zweifach gegabelte Cymen gebildet, die an 2 Millimeter langen Stielen stehen. Die Tragblätter werden 1 Millimeter lang und 1,5 Millimeter breit. Die Cyathien erreichen 2 Millimeter im Durchmesser und die vier bis fünf länglichen Nektardrüsen stehen einzeln. Die kugelförmige Frucht ist sitzend und wird 3 bis 5 Millimeter groß. Über den Samen ist nichts bekannt.

## Verbreitung und Systematik
Euphorbia brachiata ist in der südafrikanischen Provinz Westkap im Vanrhynsdorp-Distrikt verbreitet.
Die Erstbeschreibung der Art erfolgte 1860 durch Johann Friedrich Klotzsch und Christian August Friedrich Garcke als Arthrothamnus brachiatus. Im Jahr 1862 stellte Pierre Edmond Boissier die Art in die Gattung Euphorbia. Ein Synonym zu dieser Art ist Tirucallia brachiata (Klotzsch) P.V.Heath (1996).